# Bram Krikke
Bram Leonard Louis Krikke (Weesp, 12 augustus 1994) is een Nederlandse radio-dj en influencer. Hij verwierf bekendheid bij SLAM! met het radioprogramma Club Ondersteboven en de videoserie Bram In De Buurt. Hij publiceert content op diverse social media platforms. En sinds 2020 presenteert hij samen met Tom van der Weerd een weekendprogramma op Qmusic. 

## Loopbaan
Krikke is zijn loopbaan begonnen met het YouTubekanaal De Knieperts. Dit deed hij samen met zijn collega Robin Jansen. In 2016 startte hij zijn eigen YouTubekanaal Bramos. Daarnaast studeerde hij journalistiek, en kreeg hij tijdens zijn studie een baan aangeboden bij het jongeren-tv-programma #First. In november 2017 werd hij gevraagd bij radiostation SLAM! Hij is de vaste sidekick van radio-dj Tom van der Weerd in het radioprogramma Club Ondersteboven. Daarnaast maakte hij op het YouTube-kanaal van SLAM! het programma Bram in de buurt, een serie straatinterviews met wekelijks een nieuwe aflevering. De landelijke media pikten begin 2019 een videoclip op waarin Krikke de radiowereld roast. Daarnaast maakte Krikke het programma Statements, waarin hij samen met Amber Delil wekelijks statements besprak met een gast. In de zomer van 2019 werd hij gevraagd door RTL 4 om voor Zomer met Art een aantal avonden per week een video te maken. Krikke deed ook mee aan De Slimste Mens (zomer 2019). Hij was vier afleveringen op rij de dagwinnaar, in zijn vijfde aflevering lag hij eruit. Daarmee bereikte hij de finaleweek van het programma.
Op 23 juli 2019 maakte Krikke bekend dat de SLAM!-serie Bram in de buurt stopte. Op 30 juli 2019 werd de laatste aflevering gepubliceerd op het YouTubekanaal van SLAM! Hij kwam in het najaar van 2019 tijdelijk terug met de serie omdat de Sales-afdeling van SLAM! nog een zesdelige serie aan GoGo had verkocht. Op 9 oktober 2019 begon de televisieserie Onrecht! van PowNed, waarin Krikke en Dennis Schouten mensen van onrecht af helpen.
In oktober 2019 deed Krikke mee aan de online-televisieserie Het Jachtseizoen van StukTV, waarbij hij wist te ontsnappen. In september 2021 deed Krikke opnieuw mee met het programma voor het eerste seizoen van de reeks op SBS6. Hierin werd hij als duo met Herman den Blijker gepakt na 3 uur en 6 minuten.
In december 2019 begon Krikke met een nieuwe serie op zijn eigen kanaal, Bram Krikke, in samenwerking met Tele2. De serie heet Alles voor de Follow.
In april 2020 verbrak Krikke het nationale record van meest gelikete foto op Instagram.
In september 2020 maakte Krikke samen met zijn co-host Tom van der Weerd de overstap van SLAM! naar Qmusic. Hij maakte dit bekend door middel van een video op Instagram waarin Krikke en Van der Weerd een parodie op het unieke schaatsmoment van Sven Kramer uitvoeren.
Op 1 december 2020 lanceerde Krikke zijn eigen kledinglijn onder de naam De Boekenclub.
Op 13 oktober 2021 werd bekendgemaakt dat Krikke meedeed aan het zesde seizoen van het tv-programma Maestro. Hij viel als tweede af in de derde aflevering.
In 2021, 2022 en 2023 liet Krikke zich vrijwillig opsluiten in de ‘Q-escape room'. Hij viel in deze drie jaren in, in 2021 en 2022 omdat Kai Merckx en Marieke Elsinga elk een editie oversloegen omdat ze rond die tijd een kind kregen, Kai Merckx in 2021 en Marieke Elsinga in 2022 en in 2023 omdat Mattie Valk dat jaar niet meedeed. 
Op 12 mei 2022 lanceerde Krikke zijn eigen chipsmerk, genaamd Krikkies.
Op 14 januari 2023 werd bekend dat Krikke een van de Mystery Legends was bij het zevende seizoen van de online-televisieserie Legends of Gaming NL. Hij  deed alleen mee in episode 22, de zogenaamde Elimination Zone.

## Privé
Krikke verloofde zich in juli 2024 met zijn vriendin, model Robin Holzken. De twee trouwden in augustus 2025.

## Televisie
| Televisie als presentator | Televisie als presentator  | Televisie als presentator                                       |
| Jaar                      | Productie                  | Opmerkingen                                                     |
| ------------------------- | -------------------------- | --------------------------------------------------------------- |
| 2017-2019                 | Bram in de Buurt           | Op het YouTube kanaal van SLAM!                                 |
| 2019                      | Statements                 | Samen met Amber Delil op het YouTube kanaal van SLAM!           |
| 2019                      | Alles voor de Follow       | Serie op eigen YouTube kanaal                                   |
| Televisie als deelnemer   |                            |                                                                 |
| Jaar                      | Productie                  | Opmerkingen                                                     |
| 2019                      | De Slimste Mens            | Finaleweken behaald                                             |
| 2019                      | Het Jachtseizoen           | Gewonnen                                                        |
| 2021                      | De Kluis                   | Samen met Buddy Vedder en Britt Dekker, winnaar van het seizoen |
| 2021                      | Maestro                    | 6e plaats                                                       |
| 2021                      | Het Jachtseizoen (SBS)     | Samen met Herman den Blijker, verloren                          |
| 2021-2023                 | Q-Escaperoom               | Samen met Q-Music collega's                                     |
| 2023                      | De Kluis                   | Samen met Stefan de Vries en Sean Demmers, winnaar              |
| 2023                      | Clickbait                  | Serie van StukTV                                                |
| 2023, 2025                | LOL: Last One Laughing     | Serie van Prime Video                                           |
| 2023                      | De Slimste Mens: All Stars |                                                                 |
| 2024                      | The Connection             |                                                                 |

## Prijzen
- 2019: Marconi Award voor Aanstormend Talent 2018.[24]
- 2019: Zilveren RadioSter; beste radiopresentator van het jaar 2018.[25]
- 2019: The Best Social Award in de categorie Beste Personality.[26]
- 2020: Zilveren RadioSter; beste radiopresentator van het jaar 2019.[27]
- 2021: The Best Social Award in de categorie Beste Personality.[28]
- 2022: Zilveren RadioSter; beste radiopresentator van het jaar 2021.[29]
- 2024: The Best Social Award in de categorie Beste Personality.[30]
- 2024: The Best Social Award in de categorie Beste Duo samen met Pieter Valley.[30]

## Discografie

### Nummers met hitnoteringen
| Lied                                                     | Verschijnen     | Album | Hitlijsten  | Hitlijsten  | Hitlijsten   | Hitlijsten   | Opmerkingen       |
| Lied                                                     | Verschijnen     | Album | NL (Top 40) | NL (Top 40) | NL (Top 100) | NL (Top 100) | Opmerkingen       |
| Lied                                                     | Verschijnen     | Album | Piek        | Weken       | Piek         | Weken        | Opmerkingen       |
| -------------------------------------------------------- | --------------- | ----- | ----------- | ----------- | ------------ | ------------ | ----------------- |
| Potentie (met Stefan de Vries en Sean Demmers)           | 3 januari 2019  | —     | —           | —           | 44           | 2            | Goud in Nederland |
| Frikandel speciaal (met Stefan de Vries en Sean Demmers) | 1 november 2019 | —     | tip21       | —           | 24           | 3            |                   |
| Bunda (met Pieter Valley)                                | 20 april 2023   | —     | tip8        | —           | 75           | 1            |                   |